# Scamander Vallis
Scamander Vallis es un antiguo valle fluvial en el cuadrante Amenthes de Marte, situado en las coordenadas 16° norte y 331.5° oeste. Tiene 204 km de largo y lleva el nombre de un antiguo nombre de un río en Troya.